# 紀
| 地質年代区分 | 地質年代区分 | 年代層序区分 | 年代層序区分 | 定義数および概年数   |
| ------------ | ------------ | ------------ | ------------ | -------------------- |
| 累代         | eon          | 累界         | eonothem     | 4累代、各5億年以上   |
| 代           | era          | 界           | erathem      | 10代、数億年程度     |
| 紀           | period       | 系           | system       | 22紀、数千万～数億年 |
| 世           | epoch        | 統           | series       | 34世、数千万年       |
| 期           | age          | 階           | stage        | 99期、数百万年       |

| 時代と層の対比 | 時代と層の対比 | 時代と層の対比 | 時代と層の対比 |
| -------------- | -------------- | -------------- | -------------- |
| 後期           | late           | 上部           | upper          |
| 中期           | middle         | 中部           | middle         |
| 前期           | early          | 下部           | lower          |

紀（き、英: period）は、地質時代において代を細分する単位である。この範囲において地層の境界を定めた接尾語は「系」（英: system）である。例えばデボン紀の岩石はデボン系と呼ばれる。この表現は古生物学者達からは地質の年代というよりも古生物相の段階を指して発表の際に使われる場合がある。そのような描写は小説・映画『ジュラシックパーク』などでも見られる。
紀の多くは世（英: epoch）（岩石を表す場合は統）というより細かな時代単位に分かれる。2004年に国際地質科学連合（IUGS）は新原生代のエディアカラ紀を定義した。紀の新設は130年振りであった。

## 紀の一覧
原生代より前に紀は定義されていない。
| 累代（eon）            | 代（era）                     | 紀（period）                   | Ma   |
| ---------------------- | ----------------------------- | ------------------------------ | ---- |
| 顕生代 （Phanerozoic） | 新生代 （Cenozoic）           | 第四紀（Quarternary）          | 2    |
| 顕生代 （Phanerozoic） | 新生代 （Cenozoic）           | 新第三紀（Neogene）            | 23   |
| 顕生代 （Phanerozoic） | 新生代 （Cenozoic）           | 古第三紀（Paleogene）          | 66   |
| 顕生代 （Phanerozoic） | 中生代 （Mesozoic）           | 白亜紀（Cretaceous）           | 146  |
| 顕生代 （Phanerozoic） | 中生代 （Mesozoic）           | ジュラ紀（Jurassic）           | 200  |
| 顕生代 （Phanerozoic） | 中生代 （Mesozoic）           | 三畳紀（Triassic）             | 251  |
| 顕生代 （Phanerozoic） | 古生代 （Paleozoic）          | ペルム紀（Permian）            | 300  |
| 顕生代 （Phanerozoic） | 古生代 （Paleozoic）          | 石炭紀（Carboniferous）        | 359  |
| 顕生代 （Phanerozoic） | 古生代 （Paleozoic）          | デボン紀（Devonian）           | 416  |
| 顕生代 （Phanerozoic） | 古生代 （Paleozoic）          | シルル紀（Silurian）           | 444  |
| 顕生代 （Phanerozoic） | 古生代 （Paleozoic）          | オルドビス紀（Ordovician）     | 488  |
| 顕生代 （Phanerozoic） | 古生代 （Paleozoic）          | カンブリア紀（Cambrian）       | 542  |
| 原生代 （Proterozoic） | 新原生代 （Neoproterozoic）   | エディアカラ紀（Ediacaran）    | 630  |
| 原生代 （Proterozoic） | 新原生代 （Neoproterozoic）   | クリオジェニアン（Cryogenian） | 850  |
| 原生代 （Proterozoic） | 新原生代 （Neoproterozoic）   | トニアン（Tonian）             | 1000 |
| 原生代 （Proterozoic） | 中原生代 （Mesoproterozoic）  | ステニアン（Stenian）          | 1200 |
| 原生代 （Proterozoic） | 中原生代 （Mesoproterozoic）  | エクタシアン（Ectasian）       | 1400 |
| 原生代 （Proterozoic） | 中原生代 （Mesoproterozoic）  | カリミアン（Calymmian）        | 1600 |
| 原生代 （Proterozoic） | 古原生代 （Paleoproterozoic） | スタテリアン（Statherian）     | 1800 |
| 原生代 （Proterozoic） | 古原生代 （Paleoproterozoic） | オロシリアン（Orosirian）      | 2050 |
| 原生代 （Proterozoic） | 古原生代 （Paleoproterozoic） | リアキアン（Rhyacian）         | 2300 |
| 原生代 （Proterozoic） | 古原生代 （Paleoproterozoic） | シデリアン（Siderian）         | 2500 |

- 第三紀 Tertiary - 古第三紀 + 新第三紀
- ペンシルベニア紀 Pennsylvanian - 石炭紀の後半
- ミシシッピ紀 Mississippian - 石炭紀の前半
- ヴェンド紀 Vendian - エディアカラ紀とほぼ同じ